# Skimboard
El skimboard o skim és un esport aquàtic que es practica damunt d'un planxa que consisteix a surfejar les onades més properes a la sorra, quan acaben de trencar. El skimboarding és un boardsport en què s'utilitza un skimboard (un homòleg menor a una taula de surf sense aletes) i cau per la superfície de l'aigua. A diferència del surf, el skim comença a la platja deixant caure la taula en la lleugera rentada de les ones anteriors. Els skimboarders utilitzen el seu impuls a les onades trencants, que després agafen de nou a la vora d'una manera similar a la pràctica del surf. Un altre aspecte de skim és "street", que consisteix a realitzar trucs derivats de skate com ollies i empènyer-la en el rentat de les ones sense agafar descansos en terra. el skim es va originar al sud de Califòrnia, quan socorristes volien una manera fàcil d'obtenir a través de les platges de la Laguna.
Es practica amb una planxa d'una longitud que quan es posa en vertical arriba aproximadament a la meitat del pit del practicant. Hi ha tres tipus de rockers: amb eix de balancí en què la planxa té una corba constant del nas fins a la cua per a un millor control sobre les ones més grans; l'híbrid que té una corba a la part inferior a través d'un 3/4 de la longitud de la junta, la resta (és a dir, la part plana) sol ser la cua, per a la velocitat i el control sobre les ones de grandària mitjana i també per als trucs de flatland; finalment, el tradicional en què la planxa és gairebé plana a excepció del nas. A diferència del surf, el skim comença a la platja deixant caure la planxa damunt de les onades quan trenquen i aprofiten l'hidroplanatge per desplaçar-se amb rapidesa i portar a terme moviments. Una de les modalitats del skim és l'"street", que consisteix a executar trucs derivats del skate com els ollies.
Aquest esport va sorgir als anys setanta en una platja de Califòrnia anomenada Laguna Beach, i al llarg dels anys ha patit una gran evolució. Va sorgir com una variant del surf per tal de poder aprofitar les onades que trenquen a la vora de la platja, que els surfistes no poden agafar i els skimboarders sí.
Els skimmers en general, usen una taula d'una longitud que arriba aproximadament a la meitat del pit de la seva alçada quan es posa de punta. La majoria dels skimboards tenen una certa elevació nas, o un balancí. Hi ha tres tipus de rockers generalment utilitzats per skimboards. Hi ha un eix de balancí constant, el que significa que la placa té una corba de constant del nas fins a la cua. Rockers constants són coneguts per un millor control sobre les ones més grans. Un altre tipus de balancí i el més comunament utilitzat és un rocker híbrid. Això significa que el tauler té una corba a la part inferior a través d'aproximadament 3/4 de la longitud de la junta, la resta (és a dir, la part plana) sol ser la cua. Aquest tipus de rocker que és bo per la velocitat i el control sobre les ones de grandària decent, i també el millor tipus de consell per als trucs de flatland. Finalment, un rocker tradicional significa que la targeta és gairebé totalment pla a excepció del nas.

## Planxa
Poden ser de 3 tipus:
|                  | Fusta                                                                                     | Escuma E-poxi                                                      | Suro                                                                                   |
| ---------------- | ----------------------------------------------------------------------------------------- | ------------------------------------------------------------------ | -------------------------------------------------------------------------------------- |
| Característiques | Són molt cares i poc resistents.                                                          | Són cares, però no tant com les de fusta, són les més utilitzades. | Són molt barates però molt difícils de controlar si es vol executar moviments difícils |
| Nivell           | Les pot utilitzar tothom però normalment les utilitzen els experts ja que són molt cares. | Són per agafar onades difícils i per un nivell avançat.            | Són per a principiants ja que no t'hi pots fer mal                                     |

## Trucs
En aquest esport els trucs no es valoren tant com en el surf, ja que la seva dificultat no és molt elevada, però en algunes competicions on no s'agafa l'onada, sí.
Girs
- 360: Consisteix a fer una volta de 360 graus amb la planxa als peus.
- 180: Consisteix a fer una volta de 180 graus amb la planxa als peus.
- 90: Consisteix a fer una volta de 90 graus amb la planxa als peus.
- Salts: Normalment es fa sense aixecar la planxa, però últimament els skimboarders estan provant que fer-ho aixecant-la.
- Floter: Consisteix a col·locar-se a la cresta de l'onada.
- Entubar-se: Consisteix a col·locar-se dins del tub, aquest és sens dubte el més complicat de tots.